# Віжіа (гора)
Віжіа (порт. Vigia) — невисока гора в північно-західній частині острова Боа-Вішта у Кабо-Верде. Її висота — 146 м. Розташована за 4 км на північ від столиці острова Сал-Рей, та 2 км на південь від узбережжя Понта-ду-Сол. Частина природного заповідника «Понта-ду-Сол», що охоплює 467 га суші та моря.